# Tunge kyrka
Tunge kyrka är en kyrkobyggnad norr om tätorten Lödöse i Lilla Edets kommun. Den tillhör från 2010 Lödöse församling (tidigare Tunge församling) i Göteborgs stift.

## Kyrkobyggnaden
Kyrkan är ursprungligen från medeltiden, men stod länge som ruin. Efter en tillbyggnad i öster på 1700-talet övergavs den 1847 då Sankt Peders kyrka invigts. Byggnaden användes 1853-1900 som socknens folkskola, småskola och lärarbostad. En restaurering under ledning av arkitekt Knut Nordenskjöld genomfördes 1922-1924, varefter kyrkan återinvigdes. Exteriören är i stora drag oförändrad sedan 1700-talet. 

## Inventarier

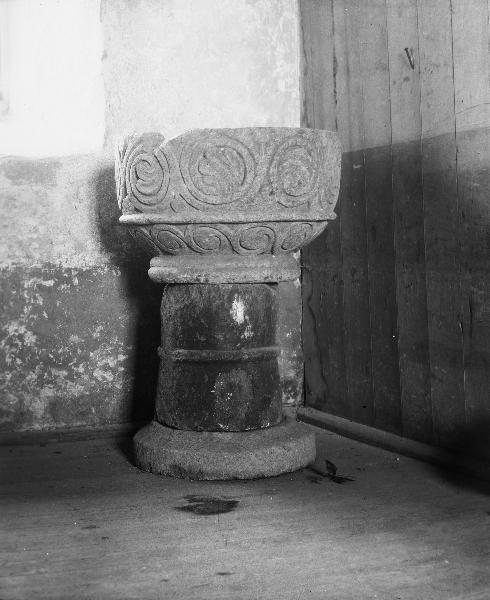
Dopfunten

- Dopfunten av täljsten är tillverkad på 1200-talet av dopfuntmästaren Thorkillus.[1] Den är kyrkans enda medeltida inventarium.
- Teodor Wallström har målat och donerat altartavlan från 1924 med motivet Den gode herden (Johannes 10:1-16).
- Krucifixet är en donation av konfirmandringen 1933.
- Klockstapeln har en klocka gjuten 1600, som är ett krigsbyte från Polen.

## Orgel
- Nuvarande orgel är byggd 1972 av John Grönvall Orgelbyggeri. Den har sex stämmor fördelade på manual och pedal.[2]